# 鲁萨诺沃农村居民点
鲁萨诺沃农村居民点（俄语：Русановское сельское поселение）是俄罗斯联邦沃罗涅日州捷尔诺夫卡区所属的一个农村居民点。其下辖有2个居民点，行政中心为鲁萨诺沃。据2016年统计，该农村居民点的人口为1710人。